# Walther Soyka (Musiker)
Walther Soyka (* 1. Juni 1965 in Wien; † 26. März 2025) war ein österreichischer Musiker (Knopfharmonika, Komposition). 

## Leben und Wirken
Soyka besuchte von 1971 bis 1982 in Wien und Bremen die Schule. In dieser Zeit lernte er Cello und Solfeggio. Er arbeitete zunächst im Buchhandel, bevor er 1983 Mitglied der von Roland Neuwirth geleiteten Extremschrammeln wurde, denen er bis 2003 angehörte. Seit 1991 verdichtete sich sein Interesse für Neue Improvisationsmusik. 1993 gründete er das Label Non Food Mechanika, für das er auch als Musikproduzent tätig war. Weiterhin arbeitete er mit Ernst Molden, Willi Resetarits und Hannes Wirth, mit denen zusammen zwei erfolgreiche Alben entstanden, sowie mit Zärtliche Zöllner, Familie Pischinger, Herz.Ton.Schrammeln und den Neuen Wiener Concert Schrammeln. Zwischen 2002 und 2007 gehörte er dem Beirat für soziale und kulturelle Einrichtungen der Austro Mechana an.
Regelmäßige Auftritte hatte er mit Karl Stirner (Zither) und mit seiner Lebensgefährtin, der 2023 verstorbenen Martina Rittmannsberger (Geige).
Im März 2025 starb Soyka im Alter von 59 Jahren an den Folgen einer Krebserkrankung.

## Diskografie
- 2004: Soyka Solo[6]
- 2009: Soyka Stirner Tanz

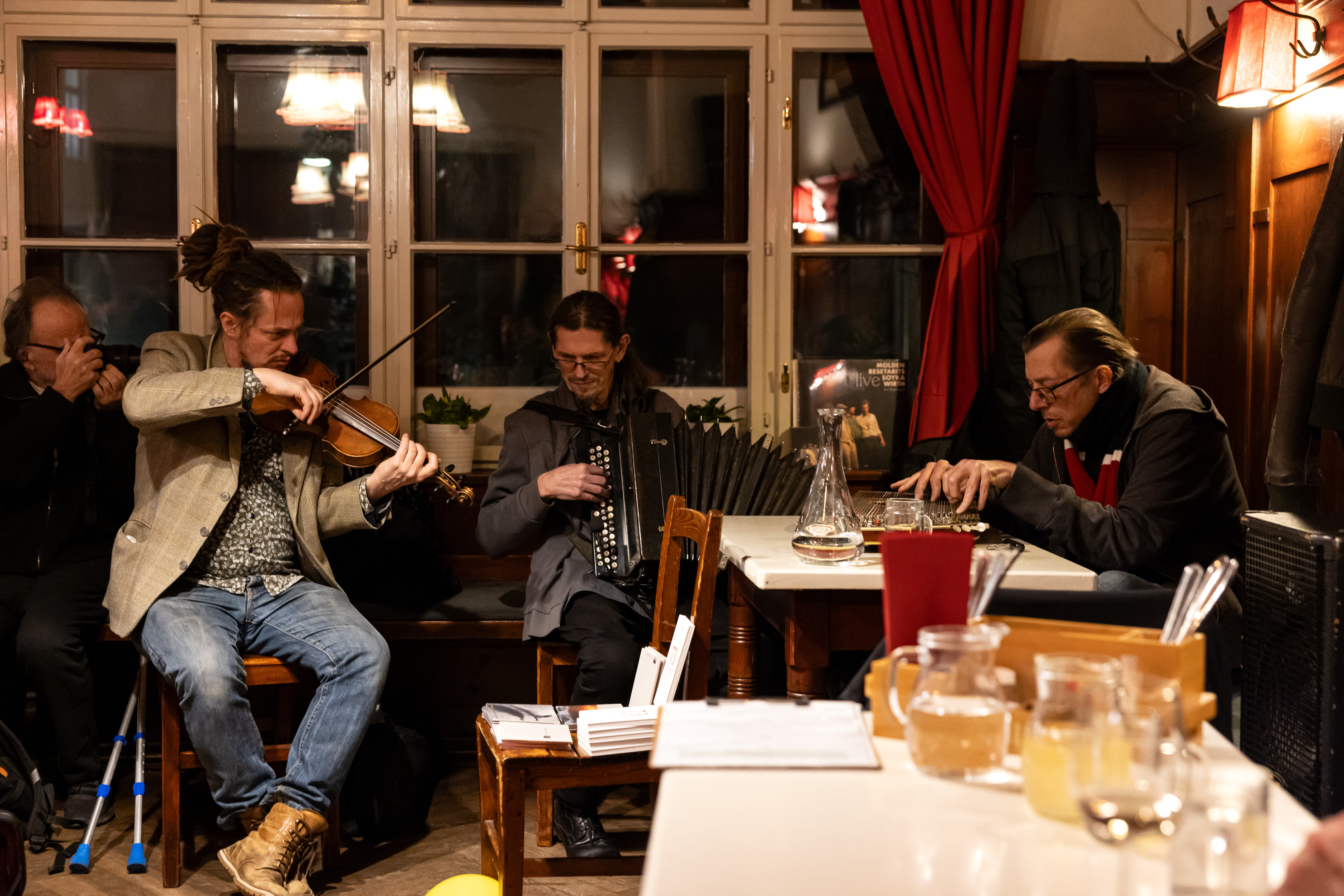
Walther Soyka (Mitte) mit Karl Stirner (r.) und Hermann Härtel (l.) (2025)

- 2014: Molden, Resetarits, Soyka & Wirth Ho rugg
- 2015: Soyka Stirner Tanz zwei
- 2016: Rittmannsberger Soyka Zwirn[4]
- 2020: Rittmannsberger Soyka Mehr Zwirn[4]
- 2025: Ernst Molden, Willi Resetarits, Walther Soyka, Hannes Wirth Live im Stadtsaal

## Auszeichnungen
- Amadeus-Verleihung 2022 – Auszeichnung in der Kategorie Jazz/World/Blues (Molden/Resetarits/Soyka/Wirth)[7]
- Amadeus-Verleihung 2015 – Nominierung in der Kategorie Jazz/World/Blues (Molden/Resetarits/Soyka/Wirth)